# Moll Davis

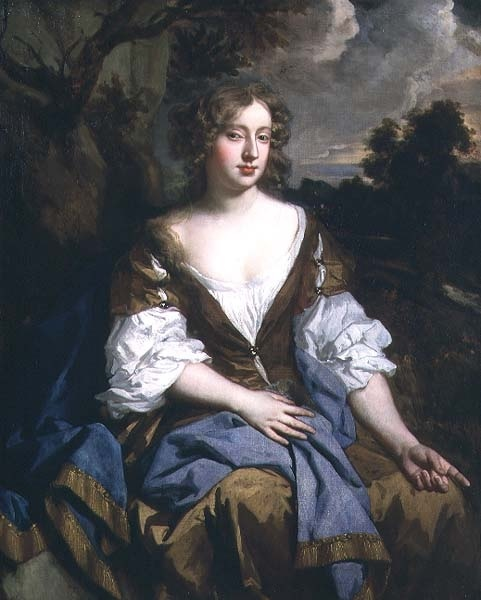
Sir Peter Lely: Porträt von Mary Moll Davis, Öl auf Leinwand, um 1665

Moll Davis (eigentlich Mary Davis; * 1648 in Westminster; † um 1700 in London) war eine englische Theaterschauspielerin und Kurtisane, sowie die Mätresse von König Karl II. von England.

## Leben
Mary „Moll“ Davis war eine populäre Tänzerin, Sängerin und Schauspielerin. Nach einem Theaterbesuch im Jahre 1667 lernte sie den König Karl II. (1630–1685) – er hatte eine Vorliebe für schöne Schauspielerinnen – kennen und wurde seine Geliebte. Aus der Beziehung ging eine Tochter, Lady Mary Tudor (1673–1726), hervor. Durch mehrere kleine Intrigen ihrer Rivalin Nell Gwyn (1650–1687), verließ der König seine Favoritin. Sie erhielt bis zu ihrem Tode eine jährliche Leibrente von £ 1000 und ein Haus in London.
In der Oper Venus and Adonis von John Blow, die erstmals im Sommer 1681 in Oxford vor König Karl II. aufgeführt wurde, spielte die Rolle der Venus Moll Davis. Die Rolle des Cupid wurde von ihrer Tochter Lady Mary Tudor gesungen, die zu dieser Zeit erst neun Jahre alt war.

## Galerie

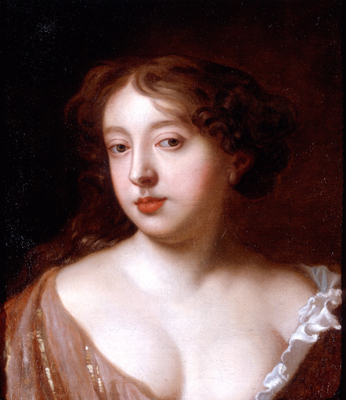
Peter Lely: Moll Davis, um 1665
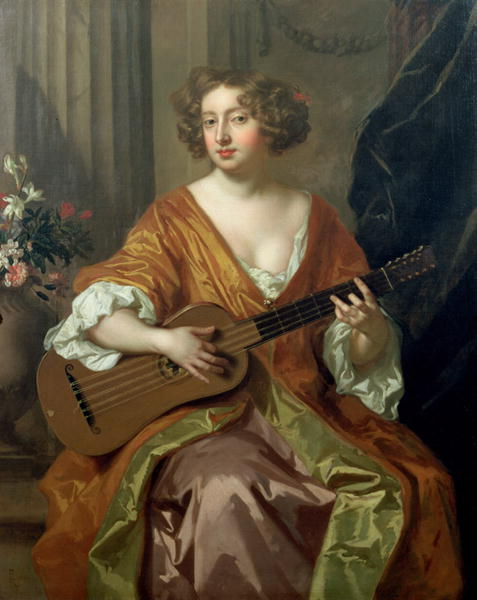
Peter Lely: Moll Davis, um 1665
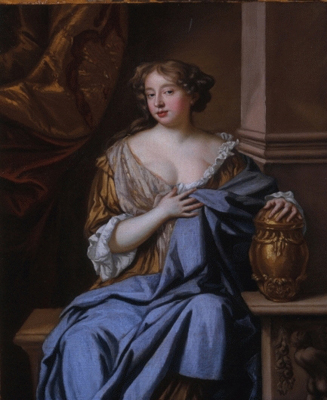
Mary Beale: Moll Davis, 1675